# Balkan Beat Box
I Balkan Beat Box sono un gruppo musicale rock israeliano formatosi a New York (Stati Uniti) nel 2003.
Si tratta di un trio, il cui stile miscela la musica gypsy punk con la musica elettronica, il reggae ed altri generi che fanno riferimento alle tradizioni dell'Ebraismo, dell'Europa orientale (soprattutto dei Paesi dei Balcani) e del Medio Oriente.

## Formazione
- Tomer Yosef - voce, percussioni, sampler
- Ori Kaplan - sassofono
- Tamir Muskat - batteria, percussioni, programmazioni

## Discografia
- 2005 - Balkan Beat Box
- 2007 - Nu Med
- 2008 - Nu Made (Remixes)
- 2010 - Blue Eyed Black Boy
- 2012 - Give